# Maè
Il Maè è il principale torrente della Val di Zoldo, in provincia di Belluno.

## Descrizione
Nasce poco più a nord di Pecol, comune di Val di Zoldo, ai piedi del monte Civetta e percorre tutta la valle toccando Mareson, Pianaz, Fusine, Dont e Forno di Zoldo. Dopo il lago artificiale di Pontesei il torrente scorre entro la profonda gola detta Canal del Maè, e sfocia nel Piave subito a valle di Longarone.
Uno dei suoi affluenti è la Moiazza, torrente che prende il nome dalla montagna da cui nasce; i due torrenti si incontrano nella frazione di Dont di Zoldo.
Durante l'alluvione del novembre 1966 venne registrata la portata massima del torrente, valutata in oltre 400 m³/s. In quell'occasione furono movimentate dalle ingenti piogge, circa 7 milioni di metri cubi di terra e Forno di Zoldo fu sommersa dai detriti.

## Storia
In passato il Maè rivestì un ruolo determinante nella storia degli zoldani, che lo utilizzavano per trasportare il legname alla Repubblica di Venezia. Servì pure per alimentare le numerose fucine che resero l'attività della lavorazione del ferro importante fonte di sostentamento in passato fino all'arrivo dell'industrializzazione che determino il declino economico della vallata e spinse la popolazione verso l'emigrazione.

## Sistema Piave-Boite-Maè-Vajont
Il Maè fa parte del sistema idraulico Piave-Boite-Maè-Vajont.